# Richard de Stapledon

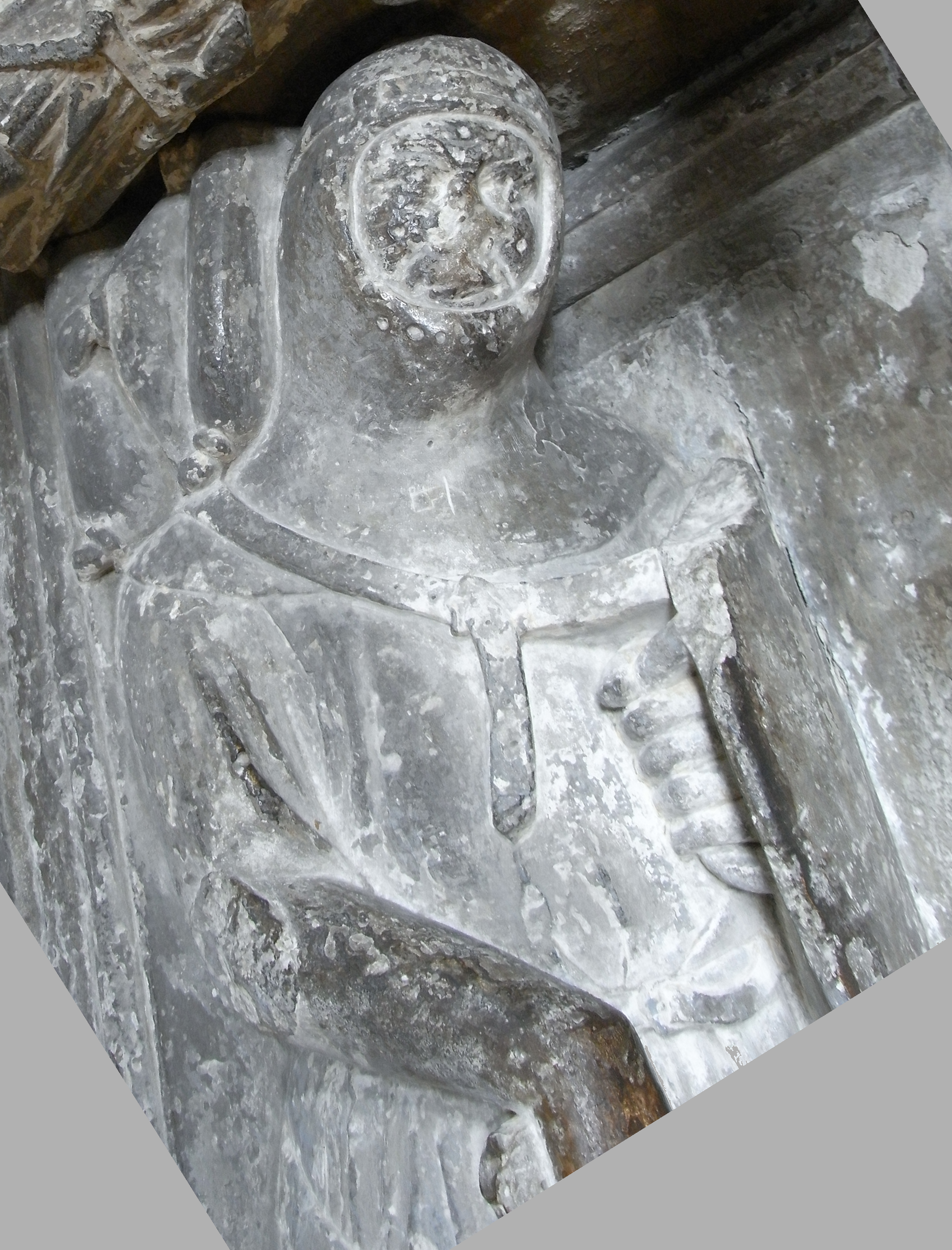
Gisant de Richard de Stapledon dans la cathédrale d'Exeter.

Blason de Richard de Stapledon.

Richard de Stapledon (mort en 1326) est un juge du Devon sous le règne d'Édouard II d'Angleterre.

## Biographie
Richard de Stapledon naît vers 1260, près de Torridge dans le Devon. Il compte parmi ses frères Walter de Stapledon, qui devient évêque d'Exeter et Lord grand trésorier du roi Édouard II.
Il devient juge des Assizes dans les comtés de l'ouest de l'Angleterre. Il reçoit des terres de son frère Walter dans le diocèse d'Exeter. 
En septembre 1326, la reine Isabelle et son amant Roger Mortimer envahissent l'Angleterre afin de renverser le roi Édouard. Isabelle marche  vers Londres. Elle marque une pause en dehors de la cité, à Dunstable, le 7 octobre. Londres est alors en proie à la foule, bien que globalement favorable à la reine. 
L’évêque Stapledon ne sait pas prendre la mesure de la haine qu’inspire désormais le pouvoir royal et tente une intervention armée le 14 octobre afin de protéger ses possessions contre les fauteurs de trouble. Détesté, il est attaqué avec son frère Richard qui est jeté à bas de son cheval et tué par les émeutiers en voulant le protéger. L'évêque s'enfuit à la cathédrale Saint-Paul mais est capturé et massacré le lendemain.